# Distretto metropolitano di Cape Coast
Il Distretto metropolitano di Cape Coast (ufficialmente Cape Coast Metropolitan Assembly, in inglese) è un distretto municipale della regione Centrale del Ghana.